# Зимни олимпийски игри 1972
Единадесетите зимни олимпийски игри се провеждат в Сапоро, Япония, от 3 до 13 февруари 1972 г. Другите градове, кандидатирали се за домакинство, са Банф, Лахти и Солт Лейк Сити.
Това са първите зимни олимпийски игри, проведени в Азия.
Юкио Касая, Акитсугу Коно и Сейджи Аочи печелят първите медали за Япония на зимни олимпийски игри. Те се състезават в ски скоковете.

## Рекорди
- Холандецът Ард Шенк печели три златни медала в бързото пързаляне с кънки.
- Рускинята Галина Кулакова, представяща СССР, печели три златни медала в ски бягането (на 5 км, 10 км и щафета 3х5 км).

## Медали
| Витрина |                  |       |        |       |      |
| Място   | Държава          | Злато | Сребро | Бронз | Общо |
| 1       | СССР             | 8     | 5      | 3     | 16   |
| 2       | ГДР              | 4     | 3      | 7     | 14   |
| 3       | Швейцария        | 4     | 3      | 3     | 10   |
| 4       | Холандия         | 4     | 3      | 2     | 9    |
| 5       | САЩ              | 3     | 2      | 3     | 8    |
| 6       | Западна Германия | 3     | 1      | 1     | 5    |
| 7       | Норвегия         | 2     | 5      | 5     | 12   |
| 8       | Италия           | 2     | 2      | 1     | 5    |
| 9       | Австрия          | 1     | 2      | 2     | 5    |
| 10      | Швеция           | 1     | 1      | 2     | 4    |

## Българско участие
За България се състезават двама алпийци – Иван Пенев и Ресми Ресмиев и двама ски бегачи – Петър Панков и Венцислав Стоянов.

## Дисциплини
| - Бобслей - Хокей на лед - Фигурно пързаляне - Ски бягане - Пързаляне с едноместна шейна | - Бързо пързаляне с кънки - Северна комбинация - Ски скокове - Ски алпийски дисциплини - Биатлон |